# سيدني كرايغ
سيدني كرايغ (بالإنجليزية: Sidney Craig)‏ هو شخصية أعمال أسترالي وأمريكي، ولد في 22 مارس 1932 في فانكوفر في كندا، وتوفي في 21 يوليو 2008 في ديل مار في الولايات المتحدة.